# Cariri Ocidental
Cariri Ocidental is een van de 23 microregio's van de Braziliaanse deelstaat Paraíba. Zij ligt in de mesoregio Borborema en grenst aan de microregio's Serra do Teixeira, Patos, Seridó Ocidental, Seridó Oriental, Cariri Oriental, Vale do Ipojuca (PE), Sertão do Moxotó (PE) en Pajeú (PE). De microregio heeft een oppervlakte van ca. 6.984 km². In 2006 werd het inwoneraantal geschat op 114.164.
Zeventien gemeenten behoren tot deze microregio:
- Amparo
- Assunção
- Camalaú
- Congo
- Coxixola
- Livramento
- Monteiro
- Ouro Velho
- Parari
- Prata
- São João do Tigre
- São José dos Cordeiros
- São Sebastião do Umbuzeiro
- Serra Branca
- Sumé
- Taperoá
- Zabelê

Mesoregio's: Agreste Paraibano · Borborema · Mata Paraibana · Sertão Paraibano

Microregio's: Brejo Paraibano · Cajazeiras · Campina Grande · Cariri Ocidental · Cariri Oriental · Catolé do Rocha · Curimataú Ocidental · Curimataú Oriental · Esperança · Guarabira · Itabaiana · Itaporanga · João Pessoa · Litoral Norte · Litoral Sul · Patos · Piancó · Sapé · Seridó Ocidental · Seridó Oriental · Serra do Teixeira · Sousa · Umbuzeiro